# Cantó de Dampierre
El cantó de Dampierre és un cantó del departament francès del Jura, a la regió del Franc Comtat. Està inclòs al districte de Dole i té 14 municipis. El cap cantonal és Dampierre.

## Municipis
- La Barre
- La Bretenière
- Courtefontaine
- Dampierre
- Étrepigney
- Évans
- Fraisans
- Monteplain
- Orchamps
- Our
- Plumont
- Ranchot
- Rans
- Salans

## Història
| Data d'elecció                           | Identitat        | Partit        | Qualitat |
| ---------------------------------------- | ---------------- | ------------- | -------- |
| 1945-1949                                | M. Lacroix       | SFIO          |          |
| 1949-1955                                | Pierre Moreau    | RGR           |          |
| 1955-1961                                | Robert Breton    | RGR           |          |
| 1961-19..                                | M. Délemont      | Divers droite |          |
| 19..-1973                                | M. Lebland       | Divers gauche |          |
| 1973-1983                                | Yves Cuny        | PS            |          |
| 1983-1992                                | Jean-Paul Giraud | RPR           |          |
| 1992-2001                                | Denis Jeunet     | Divers gauche |          |
| 2004-2011                                | Lucien Paulin    | PS            |          |
| 2011-                                    | Denis Jeunet     | PS            |          |
| les dades anteriors no són pas conegudes |                  |               |          |
|                                          |                  |               |          |